# Robert Thomas Jenkins
Robert Thomas Jenkins CBE (* 31. August 1881; † 11. November 1969) war ein walisischer Gelehrter und Historiker.

## Leben
Jenkins kam am 31. August 1881 in Liverpool zur Welt. In der Folge zog er mit seiner Familie in die walisische Stadt Bangor, Gwynedd, nachdem sein Vater in der Verwaltung des University College of North Wales angestellt worden war. Beide Elternteile verstarben jedoch bis zum Jahr 1888, so dass er schließlich von seinen Großeltern mütterlicherseits im walisischen Bala, Gwynedd, aufgezogen wurde. Er wurde von Thomas Charles Edwards getauft und lernte an der Bala Grammar School, bevor ihm ein Stipendium das Studium am University College of Wales, Aberystwyth, ermöglichte, an dem er im Jahr 1901 einen Abschluss in Englisch erwarb (Abschluss als first-class degree). Daraufhin studierte er am Trinity College, Cambridge, Geschichte und Englisch. Im Anschluss an sein Studium in Cambridge arbeitete er an verschiedenen Orten als Lehrer: in Llandysul (1904), in Brecon (1904 bis 1917) und an der City of Cardiff High School for Boys (1917 bis 1930). Während seiner Tätigkeit als Lehrer wuchs sein Interesse an der Geschichtswissenschaft weiter, und er begann schließlich Artikel zu historischen Themen zu verfassen.
Im Jahr 1928 publizierte er ein Werk zur walisischen Geschichte des 18. Jahrhunderts. Weitere Monographien folgten im Jahr 1930. In diesem Jahr wurde er auch als lecturer (Hochschullehrer) an die University of Wales Bangor berufen. Er war in der Folge assistant editor (stellvertretender Bearbeiter und Herausgeber), dann joint editor (Mitbearbeiter und -herausgeber) des Y Bywgraffiadur Cymreig und des englischsprachigen Gegenstücks The Dictionary of Welsh Biography, für das er selbst über 600 Einträge verfasste. Im Jahr 1945 wurde er in Bangor auf eine Professur berufen. Im Jahr 1948 wurde er emeritiert und wechselte damit in den Ruhestand, auch wenn er weiterhin akademisch arbeitete.
Im Jahr 1951 war er Mitverfasser einer Geschichte der Honourable Society of Cymmrodorion; bei dem Jahr handelte es sich außerdem um das 200. Jubiläum der Gesellschaft.  1956 wurde ihm der Orden des britischen Empire (CBE) verliehen. Er verstarb am 11. November 1969.